# Герб Черни
Исторический герб уездного города Черни  — ныне посёлок городского типа, административный центр Чернского района Тульской области Российской Федерации.
Герб в Государственный геральдический регистр не внесён.

## Описание герба и его история
Герб Черни был составлен помощником герольдмейстера Ф. М. Санти в начале XVIII века.
В 1778 году герольдмейстер князь М. М. Щербатов, с 1771 возглавлявший Герольдмейстерскую контору, представил герб Черни на Высочайщее утверждение Екатерине II.
Исторический герб Черни был Высочайше утверждён 8 (19) марта 1778 года императрицей Екатериной II вместе с другими гербами городов Тульского наместничества (ПСЗ, 1778, Закон № 14717)
Подлинное описание герба Черни гласило:

«Въ серебряномъ полѣ протекающая рѣка Черная; сей цвѣтъ доказываетъ ея глубину, а по обѣим ея сторонамъ по зеленому снопу травы.
Сей гербъ находился уже прежде сдѣланный въ Герольдіи».
В 1863 году, в период геральдической реформы Кёне, был разработан проект нового герба уездного города Черни Тульской губернии (официально не утверждён):
«В серебряном щите чёрный волнообразный пояс, сопровождаемый 6 зелёными листьями: 3 и 3. В вольной части герб Тульской губернии. Щит увенчан серебряной стенчатой короной и окружён золотыми колосьями, соединёнными Александровской лентой».
В советский период исторический герб Черни не использовался. В постсоветский период попыток реконструировать герб в качестве официального символа городского поселения «Рабочий посёлок Чернь» не предпринималось.
27 декабря 2010 года был утверждён герб Чернского района Тульской области, который был создан на основе исторического герба уездного города Чернь.